# Juan I de Werle
Juan I, señor de Werle-Parchim (h. 1245 - 15 de octubre de 1283), fue desde 1277 hasta 1281 señor de Werle y desde 1281 hasta 1283 señor de Werle-Parchim.
Fue el hijo mayor de Nicolás I y Juta de Anhalt.
Después de la muerte de su padre en 1277, reinó primero en Werle junto con sus hermanos Enrique I y Bernardo I. En 1281, se decidió dividir Werle y Juan asumió el control de Werle-Parchim.
Murió el 15 de octubre de 1283, y fue enterrado en la catedral de Doberan.

## Matrimonio y descendencia
Se casó con Sofía, la hija del conde Günther de Lindow-Ruppin. Las hijas de Juan no son mencionadas en documentos históricos, sólo sus hijos:
- Nicolás II, señor de Werle, 1283-1316
- Juan II, señor de Werle [-Güstrow], 1316-1337
- Gunter, deán de Güstrow, y quizás Magdeburgo, murió después del 20 de abril de 1310
- Enrique, fraile dominico en el monasterio de Röbel, murió después del 17 de marzo de 1291
- Bernardo, fraile dominico en el monasterio de Röbel, murió después del 24 de agosto de 1309
- Henning de Werle, murió después del 30 de noviembre de 1311